# Гальвдан Біла Кістка
Гальвдан Біла Кістка (давньоскан. Hálfdan hvítbeinn) — напівлегендарний конунг ряду земель, в тому числі Вестфоллу, з роду Інґлінґів.

## Родовід
- Інґ'яльд Підступний, конунг Свеаланду (640—650)
  -  Олав Лісоруб, конунг Вермланду
    -  Гальвдан Біла Кістка, конунг Солеяру, Вестфоллу, Гедмарку, Румеріке і Вестфоллу
      -  Ейстейн Гальвданссон, конунг Вестфоллу і Румеріке
        -  Гальвдан Щедрий на Золото, але Скнарий на Їжу, конунг Вестфоллу і Румеріке

      -  Ґудрьод, конунг Гедмарку

## Життєпис
Всі відомості про життя Гальвдана містить «Коло Земне» в «Сазі про Інґлінґів» ісландського скальда Сноррі Стурлусона.
Його батьком був Олав Інґ'яльдсон, а матір'ю — Сольвейґ Гальвдансдоттір, чиїм татом був Гальвдан Ґултан, конунг Солеяру.
Після народження він разом з братом Інґ'яльдом був відправлений на виховання до дядька Сельве у Солеяр. У той час свеї спалили його батька, вважаючи його винуватим у голоді, але ватажок зрозумів, що проблеми були викликані перенаселенням. Вони забажали мати сина Олава за правителя і вторглись у Солеяр. Вони вбили дядька, і Гальвдан став конунгом у Солеярі. Його брат отримав у спадок вотчину Вермланд, але після смерті, внаслідок якої — не уточнюється, Гальвдан отримав і батькові володіння.
Його дружиною була Аса Ейстейнсдоттір, донька Ейстейна Сурового, конунга Гедмарку.
Син Гальвдана, Ейстейн, який став конунгом після нього в Раумарікі та Вестфоллі, одружився з Гільдою, донькою Ейріка Аґнарсона, який був конунгом у Вестфоллі. У Ейріка не було сина; він помер, коли Гальвдан був ще живий. Ейстейн, як чоловік його єдиної дочки, отримав Вестфолл.
Як результат, Гальвдан на кінець життя мав більшу частину Гедмарку, Тотена, Гаделанду та Вестфоллу. За час військових кампаній він постарів, і помер від хвороби, яка перебігала з гарячкою, в Тотені, а потім був перевезений у Вестфолл і похований у місці під назвою Скерейд у Скірінґзалі.